# Ełektrometałurh-NZF Nikopol
Ełektrometałurh-NZF Nikopol (ukr. Спортивний клуб «Електрометалург-НЗФ» Нікополь, Sportywnyj Kłub „Ełektrometałurh-NZF” Nikopol) – ukraiński klub piłkarski z siedzibą w Nikopolu w obwodzie dniepropietrowskim. Założony w roku 1950.
W latach 1992–2002 występował w rozgrywkach ukraińskiej Pierwszej Lihi, a w latach 2002–2005 w rozgrywkach ukraińskiej Drugiej Lihi.

## Historia
Chronologia nazw:
- 1950–1970: Trubnyk Nikopol (ukr. «Трубник» Нікополь)
- 1972–1992: Kołos Nikopol (ukr. «Колос» Нікополь)
- 1992–2001: Metałurh Nikopol (ukr. «Металург» Нікополь)
- 2001–2002: Ełektrometałurh Nikopol (ukr. «Електрометалург» Нікополь)
- 2002–2009: Ełektrometałurh-NZF Nikopol (ukr. «Електрометалург-НЗФ» Нікополь)
- 2011–2012: Ełektrometałurh Nikopol (ukr. «Електрометалург» Нікополь)

Piłkarski zespół Trubnyk w Nikopolu był założony w 1950 roku. Od 1962 roku występował w rozgrywkach Mistrzostw ZSRR oraz Mistrzostw Ukraińskiej SRR. W 1970 roku zajął 21. miejsce w Klasie B, strefie ukraińskiej i pożegnał się z rozgrywkami na szczeblu profesjonalnym. Potem występował w rozgrywkach lokalnych i po 2-3 latach został rozformowany.
W tym że czasie z inicjatywy Pierwszego Sekretarza Nikopolskiego Rejonowego Komitetu Partii Komunistycznej Wołodymyra Ostapczenki powstał nowy klub. Na bazie zespołu Silhosptechnika Nikopol, który w 1972 zdobył prawo uczestniczyć w rozgrywkach Mistrzostw Ukraińskiej SRR, w końcu 1972 został organizowany klub o nazwie Kołos Nikopol reprezentujący rolnicze towarzystwo sportowe „Kołos”. W 1976 klub ponownie startował w Drugiej Lidze, strefie 6. W 1979 zdobył awans do Pierwszej Ligi. Najwyższe osiągnięcie – III miejsce w rozgrywkach Pierwszej Ligi Mistrzostw ZSRR w latach 1982 i 1985.
Od początku rozrywek w niezależnej Ukrainie klub z nową nazwą Metałurh Nikopol występował w rozgrywkach Pierwszej Lihi.
W 2001 roku klub zmienił nazwę na Ełektrometałurh Nikopol, a w następnym roku 2002 na Ełektrometałurh-NZF Nikopol (NZF (Nikopolski Zakład Ferrytowych stopów) – jest głównym sponsorem klubu).
W sezonie 2001/02 Ełektrometałurh-NZF Nikopol zajął spadkowe 16. miejsce i od sezonu 2002/03 występował w Drugiej Lidze.
W sezonie 2004/05 klub zajął 9. miejsce, ale z przyczyn finansowych zrezygnował z dalszych występów w Drugiej Lidze. Klub został pozbawiony statusu profesjonalnego.
Jako klub amatorski nadal występuje w rozgrywkach Mistrzostw i Pucharu obwodu dniepropietrowskiego.

## Sukcesy
- 2. miejsce w Pierwszej Lihi:

1992

## Trenerzy od lat 50.
...
- 1958–1959:  Nikołaj Morozow

...
- 1961:  Wołodymyr Jemeć
- 1962:  Wołodymyr Hreber
- 1963–1970:  Wołodymyr Jemeć
- 01.1971–1?.1971: klub nie istniał
- 1?.1971–05.1981:  Wołodymyr Jemeć
- 06.1981–12.1981:  Vladimir Veber
- 01.1982–1983:  Jewhen Kuczerewski

...
- 07.1984–08.1984:  Ołeksandr Pohoriełow
- 09.1984–1984:  Hennadij Łysenczuk
- 1985:  Vladimir Veber
- 1986–1987:  Hennadij Łysenczuk
- 1988:  Mykoła Pawłow
- 1989–05.1989:  Wałerij Żurawlow
- 06.1989–11.1993: / Wołodymyr Neczajew
- 03.1994–09.1995:  Pawło Jakowenko
- 09.1995–06.1999:  Hryhorij Warżełenko
- 07.1999–06.2002:  Mykoła Haman
- 07.2002–06.2003:  Wołodymyr Neczajew
- 07.2003–06.2004:  Ołeksandr Łysenko
- 07.2004–08.2005:  Hryhorij Warżełenko

...
- 200?–10.06.2009:  Ołeksandr Hryszko (poziom amatorski)
- 10.06.2009–20??:  Wołodymyr Neczajew (poziom amatorski)
- 20??–2011:  Ihor Hibert (poziom amatorski)
- 01.2012–06.2012:  Ołeksandr Hryszko (poziom amatorski)
- 06.2012–12.2012:  Wołodymyr Tereszczenko (poziom amatorski)

## Inne
- FK Nikopol